# Kaón
En física de partículas, un kaón (también conocido como mesón K) es cualquier partícula del grupo de cuatro mesones que tienen un número cuántico llamado extrañeza. A pesar de que se generaban mediante interacción fuerte el hecho inesperado de que decayeran por interacción débil hacía que estos tuvieran una vida media mayor de la prevista. Por este motivo fueron llamadas en un inicio como "partículas extrañas" lo que acabó por dar nombre al nuevo número cuántico descubierto, la extrañeza. En el modelo quark los kaones contienen dos quarks, siendo uno de ellos un quark o antiquark extraño.

## Propiedades básicas
Los cuatro kaones son:
1. El kaón cargado negativamente K- (que contiene un quark extraño y un antiquark arriba) tiene una masa de 493,667 {\displaystyle \pm } 0,012 MeV y una vida media de (1,2384 {\displaystyle \pm } 0,0024)·10-8 segundos.
2. Su antipartícula, el kaón cargado positivamente K+ (formado por un quark arriba y un antiquark extraño), debe (debido a la invariancia CPT) tener una masa y vida media idéntica a la del K-. Su masa difiere en 0,032 {\displaystyle \pm } 0,090 MeV, la cual es consistente con cero. Su diferencia en vida media es de (0,11 {\displaystyle \pm } 0,09)·10-8 segundos.
3. El K0 (consistente en un quark abajo y un antiquark extraño), con una masa de 497,648 {\displaystyle \pm } 0,022 MeV. Tiene un radio cuadrático medio de carga de -0,076 {\displaystyle \pm } 0,018 fm².
4. Su antipartícula (que contiene un quark extraño y un antiquark abajo) con la misma masa.

Está claro, a partir del modelo de quarks, que los kaones forman dos dobletes de isoespín; esto es, pertenecen a la representación fundamental de SU(2) llamada 2. Un doblete de extrañeza +1 contiene al K+ y al K0. Sus respectivas antipartículas forman el otro doblete.
| Partícula    | Símbolo                              | Antipartícula                             | Quarks constituyentes                                                 | Spin y paridad | Masa en reposo MeV/c2 | S   | C | B | Vida media s      | Decae a          | Comentarios                                                     |
| ------------ | ------------------------------------ | ----------------------------------------- | --------------------------------------------------------------------- | -------------- | --------------------- | --- | - | - | ----------------- | ---------------- | --------------------------------------------------------------- |
| Kaón cargado | {\displaystyle \mathrm {K^{+}} }     | {\displaystyle \mathrm {K^{-}} }          | {\displaystyle \mathrm {u{\bar {s}}} }                                | Pseudoescalar  | 493,7                 | +1  | 0 | 0 | 1,24×10-8         | μ + νμ o π+ + π0 |                                                                 |
| Kaón neutro  | {\displaystyle \mathrm {K^{0}} }     | {\displaystyle \mathrm {{\bar {K}}^{0}} } | {\displaystyle \mathrm {d{\bar {s}}} }                                | Pseudoescalar  | 497,7                 | +1  | 0 | 0 | Decaimiento débil |                  | Autoestado fuerte - Tiempo de vida no definido                  |
| K-Corto      | {\displaystyle \mathrm {K_{S}^{0}} } | {\displaystyle \mathrm {K_{S}^{0}} }      | {\displaystyle \mathrm {\frac {d{\bar {s}}-s{\bar {d}}}{\sqrt {2}}} } | Pseudoescalar  | 497,7                 | (*) | 0 | 0 | 8,9×10-11         | π+ + π- o 2π0    | Autoestado débil - falta un pequeño término que infringe el CP. |
| K-Largo      | {\displaystyle \mathrm {K_{L}^{0}} } | {\displaystyle \mathrm {K_{L}^{0}} }      | {\displaystyle \mathrm {\frac {d{\bar {s}}+s{\bar {d}}}{\sqrt {2}}} } | Pseudoescalar  | 497,7                 | (*) | 0 | 0 | 5,2×10-8          | π+ + e- + νe     | Autoestado débil - falta un pequeño término que infringe el CP. |

Aunque el K0 y su antipartícula se forman a partir de la fuerza fuerte, decaen débilmente. Así, una vez creados los dos se comprenden mejor como compuestos de dos autoestados con vidas medias notablemente diferentes:
1. Los kaones neutros de vida media larga son conocidos como KL ("K-largos"), decaen principalmente en forma de tres piones y su vida media es de unos 5,18·10-8 segundos.
2. Los kaones neutros de vida media más corta son los llamados KS ("K-cortos"), decaen en dos piones y su vida media es de 8,958·10-11 segundos.

(Ver la discusión acerca del mezclado neutro de kaones más abajo).
La observación acerca de que los K-largos podrían decaer en dos piones en ciertas ocasiones fue el primer indicio de la violación de la simetría CP (ver más abajo)
Modos principales de decaimiento del K+:
1. {\displaystyle \mu ^{+}\nu _{\mu }} (leptónico, ratio de ramificación (RR) ~ 63%)
2. {\displaystyle \pi ^{+}\pi ^{0}} (hadrónico, RR ~ 21%)
3. {\displaystyle \pi ^{+}\pi ^{+}\pi ^{-}} (hadrónico, RR ~ 6%)
4. {\displaystyle \pi ^{0}e^{+}\nu _{e}} (semileptónico, RR ~ 5%)

## Extrañeza
El descubrimiento de hadrones con un número cuántico interno llamado "extrañeza" marca el inicio de una etapa excitante en física de partículas. Cincuenta años después, los avances aún no han concluido. Una serie de grandes experimentos han conducido al desarrollo de la teoría y grandes descubrimientos han llegado de forma inesperada o incluso en contra de lo que pensaban los teóricos. - I.I. Bigi y A.I. Sanda, CP Violation, (ISBN 0-521-44349-0)

En 1947, G.D. Rochester y C.C. Butler publicaron dos fotografías de cámara de niebla sobre dos sucesos inducidos por rayos cósmicos, una mostrando lo que parecía ser una partícula neutra decayendo en dos piones cargados, y otra donde se apreciaba una partícula neutra que decaía en un pion cargado y en otra partícula neutra. Las estimaciones de las masas de las nuevas partículas fueron muy aproximadas, estando en alrededor de la mitad de la de un protón. Posteriormente, y con cierta lentitud, fueron apareciendo nuevos ejemplos de estas "Partículas V".
El primer experimento espectacular fue realizado en el Caltech, donde una cámara de burbujas fue situada en la cima del Monte Wilson, para permitir una mayor exposición a los rayos cósmicos. En 1950, dieron cuenta de 30 partículas-V cargadas y 4 neutras. Inspirándose en este experimento se hicieron con posterioridad muchos otros en cimas de montañas, y en 1953 se adoptó la siguiente terminología: "mesón L" significaría muon o pion. El "mesón K" sería una partícula de masa comprendida entre la del pion y la del nucleón. "Hiperón" significaría cualquier partícula más pesada que un nucleón.
Estas nuevas partículas tenían decaimientos muy lentos; con vidas medias de unos 10-10 segundos. Sin embargo, las reacciones que las producían protón-pion se observaba que eran mucho más rápidas, del orden de 10-23 segundos. Esta discrepancia fue resuelta por Abraham Pais, el cual postuló la existencia de un nuevo número cuántico llamado "extrañeza", el cual se conservaba en las interacciones fuertes pero no en las interacciones débiles. Las partículas extrañas aparecen siempre mediante "producción asociada" de una partícula extraña junto a otra anti-extraña. Se vio enseguida que dicho número cuántico no podía ser multiplicativo, porque permitiría reacciones que no habían sido vistas en los nuevos ciclotrones del Laboratorio Nacional Brookhaven, en 1953, y en el Laboratorio Lawrence Berkeley en 1955.

## Violación de la paridad: el enigma τ-θ
Se descubrieron dos modos de decaimiento para los mesones con extrañeza:
1. {\displaystyle \theta ^{+}\rightarrow \pi ^{+}+\pi ^{0}}
2. {\displaystyle \tau ^{+}\rightarrow \pi ^{+}+\pi ^{+}+\pi ^{-}}

Como los dos estados finales tienen diferente paridad, se pensó que los estados iniciales deberían tener asimismo paridades diferentes, y, por tanto, ser dos partículas distintas. Sin embargo, tras nuevas medidas más precisas se llegó a la conclusión de que no había diferencias entre sus masas y tiempos de vida, lo que indicaba que ambos estados eran la misma partícula. Este hecho fue conocido como el enigma τ-θ. Se resolvió con el descubrimiento de la violación de la paridad en interacciones débiles. Así, como los mesones decaen por medio de interacciones débiles, no es necesaria la conservación de la paridad y los dos modos de decaimiento pueden partir de la misma partícula, llamada K+.

## Violación CP en oscilaciones de mesones neutros
Se pensó en un principio que, mientras se violaba la paridad, se conservaba la simetría CP. Para comprender la violación de la simetría CP, es necesario entender la mezcla de kaones neutros; este fenómeno no requiere necesariamente la violación de la simetría CP, pero fue el contexto en el cual se observó la violación CP por primera vez.

### Mezcla de kaones neutros

Dos mesones K diferentes, con diferente carga de extrañeza, puede interconvertirse a través de la interacción débil, ya que dicha interacción no conserva la extrañeza. El quark extraño del K^{0} se convierte en un quark abajo por la emisión sucesiva de dos bosones W de carga opuesta. El antiquark abajo del K^{0} se transforma en un antiquark extraño tras absorberlos a ambos.

Los kaones neutros contienen una carga de extrañeza, por este motivo no pueden ser sus propias antipartículas. Deben existir dos kaones neutros con una diferencia de carga de extrañeza de dos unidades. El problema estaba en cómo determinar la presencia de esos dos mesones. La solución empleaba un fenómeno conocido como oscilaciones de partículas neutras, según el cual dos tipos de mesones pueden intercambiarse entre ellos mediante interacciones débiles, lo cual los hace decaer en piones (ver figura adjunta).
Estas oscilaciones fueron investigadas en primer lugar por Murray Gell-Mann y Abraham Pais. Consideraron la evolución temporal de estados invariantes CP con extrañeza opuesta. En notación matricial puede representarse como:
{\displaystyle \psi (t)=U(t)\psi (0)={\rm {e}}^{iHt}{\begin{pmatrix}a\\b\end{pmatrix}},\qquad H={\begin{pmatrix}M&\Delta \\\Delta &M\end{pmatrix}}}
donde {\displaystyle \psi } es un estado cuántico del sistema especificado por las amplitudes de estar la partícula en los dos estados de base (los cuales son a y b a tiempo t= 0). Los elementos en diagonal (M) del Hamiltoniano son debidos a las interacciones fuertes donde se da conservación de la extrañeza. Los dos elementos en diagonal deben ser idénticos, de forma que tanto la partícula como la antipartícula, en ausencia de interacciones débiles, tienen la misma masa. Los elementos de fuera de la diagonal se deben a interacciones débiles, y mezclan partículas de extrañeza contraria; la simetría CP requiere que dichos elementos sean reales.

### Mezclado
Los eigen-estados se obtienen diagonalizando dicha matriz. Esto da lugar a nuevos vectores propios, que podemos llamar K1 (que es la resta de los dos estados de extrañeza opuesta) y K2, que es la suma de ambos. Los dos son eigen-estados de CP con valores propios opuestos; K1 tiene un CP = +1. Puesto que el estado final de los dos piones tienen también CP = +1, sólo el K1 puede decaer de esta forma. El K2 debe decaer en tres piones. Puesto que la masa del K2 es ligeramente superior a la de la suma de los tres piones, su decaimiento procede muy lentamente, aproximadamente 600 veces más lento que el del K1 en dos piones. Estos dos mecanismos diferentes de decaimiento fueron observados por Leon Lederman y sus colaboradores en 1956, estableciendo la existencia de dos eigen-estados débiles (estados con vidas definidas que decaen a través de la interacción débil) de los kaones neutros. Estos dos eigen-estados débiles son referidos como KL (K largo) y KS (K corto). La simetría CP, asumida en este momento, implica que KS = K1 y KL = K2.

### Oscilación
Un haz inicial puro de K0 se transformará en su antipartícula mientras se propaga, volverá a la partícula original y así de nuevo. Este hecho es conocido como oscilación. Observando el decaimiento débil en leptones, se observó que K0 siempre decaía en un electrón, mientras que su antipartícula decaía en un positrón. Un análisis inicial mostró una relación entre la razón de producción de positrones y electrones y la producción de fuentes puras K0 y su antipartícula. Un análisis de la dependencia temporal de este decaimiento semileptónico mostró el fenómeno de la oscilación, y permitió ver la división de masas entre KS y KL. Debido a que este fenómeno es debido a la fuerza de interacción débil, esta división es muy pequeña, del orden de 10-15 veces la masa de cada estado.

### Regeneración
Un haz de kaones neutros decae en tiempo de vuelo, desapareciendo el K corto y quedando un haz puro de K-largo. Si este haz impacta en materia, el K0 y su antipartícula interaccionan de diferente modo con los núcleos. El K0 sufre una dispersión cuasi-elástica con los nucleones, mientras que su antipartícula puede crear hiperiones. Debido a los diferentes modos de interacción, se pierde la coherencia cuántica entre las dos partículas. El haz emergente contiene por tanto superposiciones lineales diferentes del K0 y su antipartícula. Así, como una superposición es una mezcla de los K-largos y los K-cortos, se puede regenerar el K-corto simplemente haciendo pasar un haz de K0 sobre materia. Este fenómeno fue observado por primera vez por Oreste Piccioni y sus colaboradores en el Laboratorio Nacional Lawrence Livermore. Poco tiempo después, Robert Adair et al. dieron cuenta de un exceso de K-corto regenerado, abriendo así un nuevo capítulo en esta historia.

### Violación CP
Mientras trataba de verificar los resultados de Adair, en 1964, James Cronin y Val Fitch, de Laboratorio Nacional de Berkeley encontraron decaimientos del K-largo en dos piones (CP = +1). Tal y como fue explicado en la sección Mezclado anterior, este resultado requería que los estados inicial y final tenían diferentes valores de CP, y por tanto esto dio lugar a suponer que se daba una violación CP. Explicaciones alternativas, como mecánica cuántica no lineal y una nueva partícula no observada fueron rápidamente descartadas, dejando por tanto la violación CP como la única posibilidad viable. Cronin y Fitch recibieron el Premio Nobel de Física de 1980 por su descubrimiento.
Resulta que aunque el KL y el KS son eigen-estados débiles (debido a que tienen tiempos de vida de decaimiento definidos por la fuerza débil), no son absolutamente eigen-estados CP. En lugar de ello, para valores pequeños de ε (y normalizando),
KL = K2 + εK1
y de forma similar para el KS. Pero ocasionalmente el KL decae como K1 con CP = +1, y de forma similar el KS puede decaer con CP = -1. Este hecho se conoce como violación CP indirecta, violación debida al mezclado del K0 y su antipartícula. También existe efecto de violación CP directa, en el cual la violación se da durante el mismo decaimiento. Ambos están presentes, porque tanto el mezclado como el decaimiento parten de la misma interacción con el bosón W y por tanto tienen la violación CP predicha por la matriz CKM.